# Кропотов, Иван Иванович
Ива́н Ива́нович Кропотов (24 февраля (6 марта) 1724 — 18 (29) мая 1769) — русский переводчик, военачальник и дипломат.

## Биография
В 1740 году зачислен в лейб-гвардии Семёновский полк, в 1755 году произведён из сержантов в подпоручики, в 1757 году участвовал и был ранен в сражении при Гросс-Егерсдорфе, в 1758 году уволен в отставку в чине капитан-поручика.
С 1762 по 1764 годы состоял начальником войск Российской империи на границе с Китаем. Дипломатические сношения с Китаем в это время были прерваны и необходимые сношения совершались через И. И. Кропотова. По возвращении стал ординарцем Екатерины II. В 1767 снова отправлен в Китай для заключения торгового договора и на обратном пути скончался.

## Переводы
Переводил Ж. Б. Мольера: «Скупой», «Школа мужей», «Школа жён» (изданы вместе, СПб., 1757 и 1788), «Тартюф» (в русском переводе — «Тартюф, или Лицемер») (СПб., 1757 и 1758); Хольберга, «Гордость и бедность» (СПб., 1774 и 1788); «Несчастная княжна из Вены» (с немецкого, М., 1794).

## Семья
Женат на Наталье Петровне, дочери П. И. Гагарина.